# Catedral de Iztapalapa
El santuario nacional de Nuestro Señor de La Cuevita (también llamado santuario del Señor del Santo Sepulcro de Jerusalén), es un templo católico es iglesia catedral desde el 28 de septiembre de 2019 de la Diócesis de Iztapalapa que se localiza en Iztapalapa (México). En él se guarda la imagen original del Señor de la Cuevita, una efigie que representa a Jesús de Nazaret en el sepulcro. La tradición atribuye a esta imagen el haber librado del cólera morbus a la población iztapalapense, en una epidemia ocurrida durante el siglo XIX. En honor a este hecho, los ocho barrios de Iztapalapa realizan una representación del viacrucis de Jesús en la Semana Santa, que atrae a cientos de miles de visitantes cada año.

## Descripción
El santuario de La Cuevita es una construcción de estilo neoclásico. Fue construida de tezontle, cantera y argamasa, con paños de yeso. La planta del templo tiene forma de cruz latina, con una sola nave y techo de bóveda sostenido por columnas adosadas a los muros. Cuenta con una cúpula octagonal sostenida por un tambor que se apoya sobre los arcos de las bóvedas en el crucero. Cada costado del tambor tiene una ventana en forma de arco de medio punto, cubierto con herrería y vidrio. La ornamentación austera consiste en relieves dorados de yeso que se distribuyen en una banda que señala el punto de apoyo de la bóveda sobre los muros, los arcos de medio punto que conforman la bóveda, así como los capiteles de las columnas y su fuste cuadrangular. Sobre la entrada del templo se encuentra el coro con una balaustrada de madera barnizada. En los arcos de medio punto laterales que sostienen la bóveda hay ventanas de forma circular, cuya herrería es una representación de la Santa Cruz. 
El altar mayor está dedicado al Señor del Santo Sepulcro. Consiste en un hemiciclo de columnas corintias con ornamentación dorada que sostiene una marquesina con balaustrada de cantera. En el centro del altar se encuentra una pequeña capilla sostenida por cuatro columnas dóricas donde se exhibe el nicho de cristal donde se guarda una réplica de la imagen original del Señor de La Cuevita, que es un Cristo cubierto por una manta de terciopelo púrpura y dorado. La cúpula del templo está recubierta de murales que conmemoran escenas de la crucifixión de Jesús Nazareno. En el crucero se encuentran las representaciones de los cuatro evangelistas. La capilla que se encuentra al lado izquierdo del altar mayor está dedicada al Sagrado Corazón de Jesús, cuya efigie es custodiada por los arcángeles Migue y Gabriel. A la derecha está una capilla donde se encuentra una ventana por la que es posible observar la imagen original del Señor de La Cuevita.
La fachada también es de estilo neoclásico. Custodiada por dos torres de tezontle y cantera aparente, el cuerpo principal está repellado de argamasa y organizado en dos niveles, decorados por relieves que simulan columnas de estilo jónico. La entrada cuenta con un pórtico que consta de una marquesina sostenida por cuatro columnas, también de estilo jónico. En el segundo nivel se encuentra el parteluz circular central, sobre el que hay una cornisa de cantera con la forma de un frontón griego. El muro está timbrado por una espadaña de dos niveles, el primero consta de tres arcos de medio punto, y el segundo de uno.
La iglesia es de planta rectangular y mide 41 m de largo, 10.6 m de ancho y 25 m de altura hasta el remate de las torres. Atrás del presbiterio está la cueva que menciona el relato, y a un lado la capilla penitencial. El gran atrio tiene 179 m de largo por 55 m de ancho y culmina en una capilla abierta. El campanario del lado derecho fue construido en 1857 y cuenta con un acabado más laborioso que el opuesto levantado en 1907 y que solo cuenta con aplanado.
En el ciprés se guarda la urna con la imagen de Cristo en el sepulcro. Los altares laterales están dedicados al Sagrado Corazón de Jesús y a la Virgen del Monte Carmelo. Entre las esculturas destacan las más pequeñas, representantes de las vírgenes de Santa Juanita y de la Bolita.
Pintados al óleo directamente sobre los muros, aparecen La adoración de los magos, Jesús entre los doctores, Las tentaciones, La última cena, La resurrección de Lázaro, La hija de Jairo, La flagelación, La cura del paralítico y los 4 Evangelistas, obras realizadas en 1875 por Anacleto Escutia.
La imagen del Señor de la cuevita, hecha de pasta de caña de maíz, está en el camerino del altar principal y una réplica, llamada El peregrino, en la cavidad adyacente. Este santuario fue sede de la Vicaría Episcopal de San Pablo antes de la creación de la Diócesis de Iztapalapa.

## Leyenda del Señor de la Cuevita

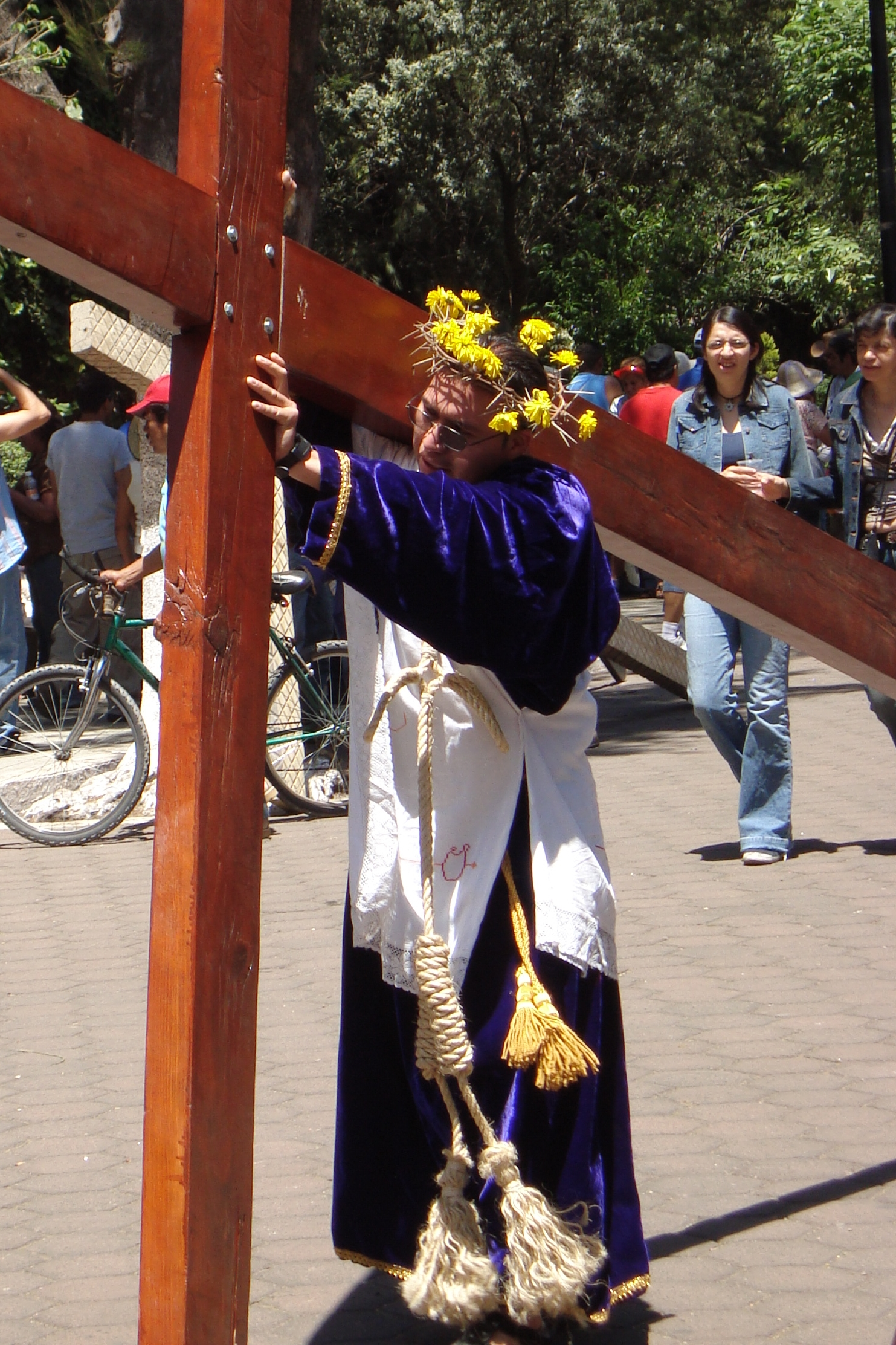
Nazareno en el atrio de La Cuevita, en la Semana Santa de 2010.

De acuerdo con la tradición iztapalapense, el Señor de la Cuevita es una imagen originaria del estado de Oaxaca (sur de México), como también lo son las imágenes de los cristos de Totolapan, Tepalcingo y Sacromonte (Amecameca). Los mayordomos de esta imagen, que originalmente se encontraba en villa de Etla —cabecera de uno de los distritos de Los Valles—, hacia 1687 venían con ella hacia la Ciudad de México con el propósito de restaurarla. Antes de llegar a la capital, tuvieron que pernoctar en una de las cuevas del cerro de la Estrella, que se encontraba en el camino. Al día siguiente, cuando quisieron continuar su camino encontraron que la imagen había aumentado notablemente su peso, haciendo imposible cargarla. Para la gente de aquella época, esto significaba que la efigie había elegido quedarse en ese lugar. Los habitantes de Iztapalapa la adoptaron como propia y construyeron una modesta ermita en la entrada de la cueva.
En 1833, el cólera morbus azotó varias partes de la República Mexicana. En el valle de México la epidemia mató a muchas personas. Los iztapalapenses acudieron a la imagen del Señor de La Cuevita, a quien le pidieron que los salvara de la enfermedad. Para ello realizaron una procesión y la promesa de que se construiría un nuevo templo a cambio de la curación. El Señor de la Cuevita apareció milagrosamente el 3 de mayo de 1833, poniendo fin a la epidemia. En agradecimiento, el pueblo de Iztapalapa realiza una procesión en la festividad de la Santa Cruz y representa la Pasión de Cristo en Semana Santa, aunque las representaciones comenzaron solo hasta 1843. A partir de entonces se han realizado de manera ininterrumpida, salvo en un período durante la Revolución mexicana.

## La Virgen de la Bala
El templo de La Cuevita también resguarda la escultura de Nuestra Señora de la Bala, considerada desde el siglo XVII como la protectora del oriente de la Ciudad de México. Según relata Francisco de Florencia, la Ciudad de México está resguardada por la Virgen María a través de cuatro imágenes: al norte, por la Virgen de Guadalupe; al oeste, por la de Los Remedios; al sur, por la Virgen de la Piedad; y al este, por el Cuarto Baluarte, o sea la Virgen de la Bala. De esta manera se le considera patrona de Iztapalapa y del oriente de la ciudad. Se le rendía culto en el Templo de San Lucas Evangelista de Iztapalapa. Fue entregada al Hospital de San Lázaro, donde se atendía a personas con lepra, allí permaneció hasta el siglo XIX cuando fue cerrado el nosocomio, luego la trasladaron a la capilla del Hospital de Jesús Nazareno, y en 1901 fue robada de ese lugar, hasta que el presbítero de la parroquia de San Lucas Evangelista de Iztapalapa Rosendo Pérez Yniestra la identificó como una pieza empeñada en el Monte de Piedad, después de pagar el importe de la deuda, la llevó de nuevo a Iztapalapa sin mayor aviso. Durante casi todo el siglo XX se le consideró perdida, tanto para los feligreses como para los investigadores de estas manifestaciones religiosas; sin embargo, los cronistas de Iztapalapa y de la Venustiano Carranza Jorge de León Rivera y José Estrella escribieron algunos artículos sobre la imagen, no fue sino hasta la elaboración de la tesis de licenciatura llamada "Nuestra Señora de la Bala, virgen protectora del oriente de la Ciudad de México” (UNAM, 2007), donde el maestro en Historia del Arte Naín Alejandro Ruiz Jaramillo logró reportar su re descubrimiento y sacarla del anonimato en que había caído.